# Harajuku
Pour l’article homonyme, voir Hara-juku, ancienne station du Tōkaidō.
Harajuku (原宿) est un sous-quartier faisant partie du quartier de Jingumae, dans l'arrondissement de Shibuya à Tokyo.

## Histoire
La gare de Harajuku s'ouvre au transport en commun en 1909. Le quartier prend de l'importance avec la construction du Meiji-jingū en 1920, mais reste peu fréquenté. À partir du moment où il est décidé que les Jeux olympiques d'été de 1964 se tiendront à Tokyo, le quartier évolue et de nombreux immeubles et boutiques sont construits. Puis dans les années 1970, Harajuku devient le quartier de la mode, du rock et plus généralement de l'avant-garde.
Dans les années 1990, les grands noms du secteur de l'habillement ouvrent des magasins dans le quartier, et le quartier perd petit à petit son identité, les boutiques les plus singulières migrant dans les années 2000 vers Ura-Harajuku (en), un ensemble de petites rues aux alentours de Harajuku.

## Culture locale et patrimoine
Le quartier de Harajuku est connu pour abriter l'un des plus célèbres sanctuaires shintoïste, le Meiji-jingū, au milieu du Parc Yoyogi, une forêt artificielle plantée vers 1920.
Ce quartier est fréquenté par un grand nombre de jeunes qui profitent du week-end, durant lequel ils n'ont pas l'obligation de porter l'habituel uniforme, pour se distinguer par leur style vestimentaire. On y voit généralement des adeptes de la mode Lolita, des jeunes gens habillés en chanteur de rock ou en visual kei, et, des cosplayers déguisés en personnage de manga, d'anime ou de jeux vidéo. De célèbres groupes de visual kei approvisionnent leurs garde-robes à Harajuku, tels que X Japan, Dir en Grey, AnCafe, etc[réf. souhaitée]. Ces modes vestimentaires sont ensuite reprises par les adolescents.
La rue Takeshita-dōri concentre un grand nombre de boutiques qui habillent entre autres les Gothic Lolita, les Cosplay, les Pink, les Sweet Lolita.
La célèbre avenue Omotesandō, les « Champs-Élysées » de Tokyo, relie Harajuku à Aoyama.

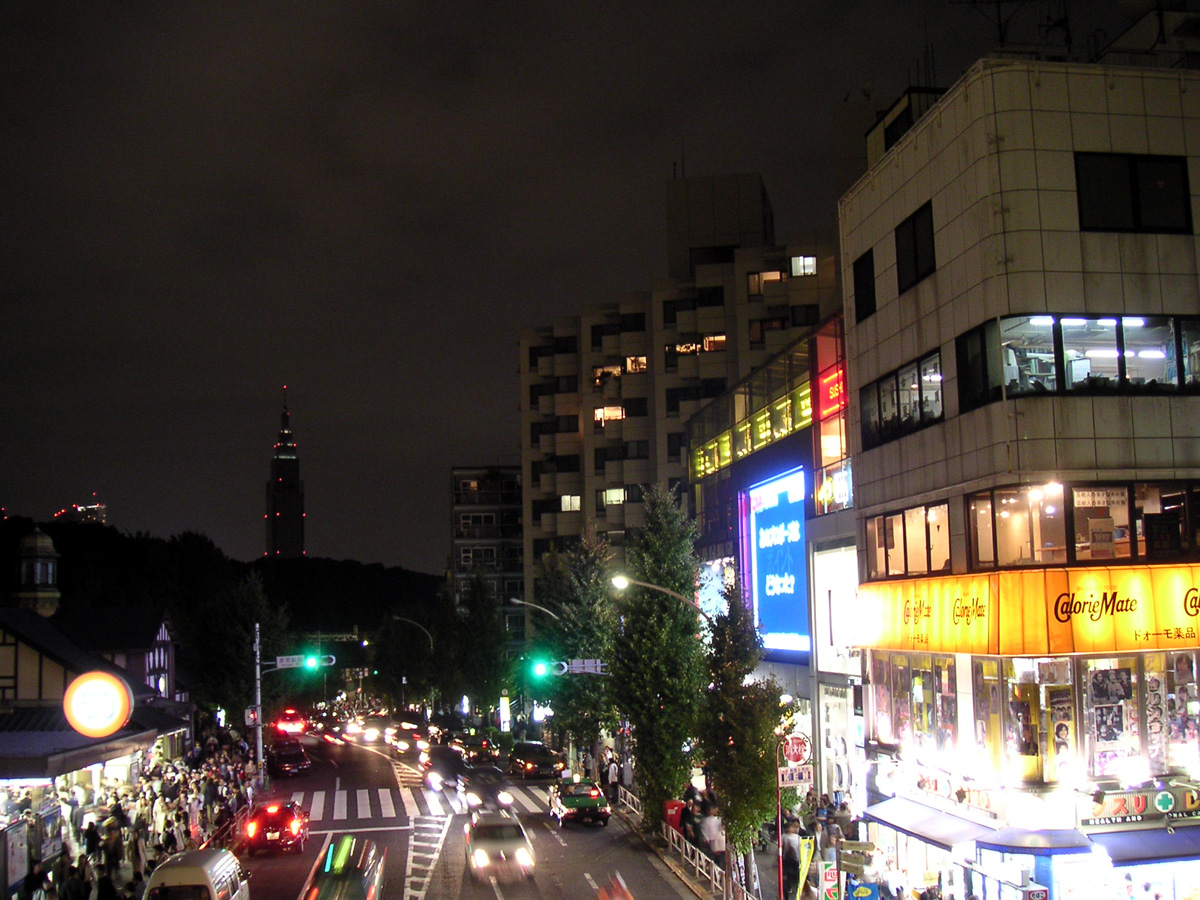
Le quartier Harajuku vu d'en haut.
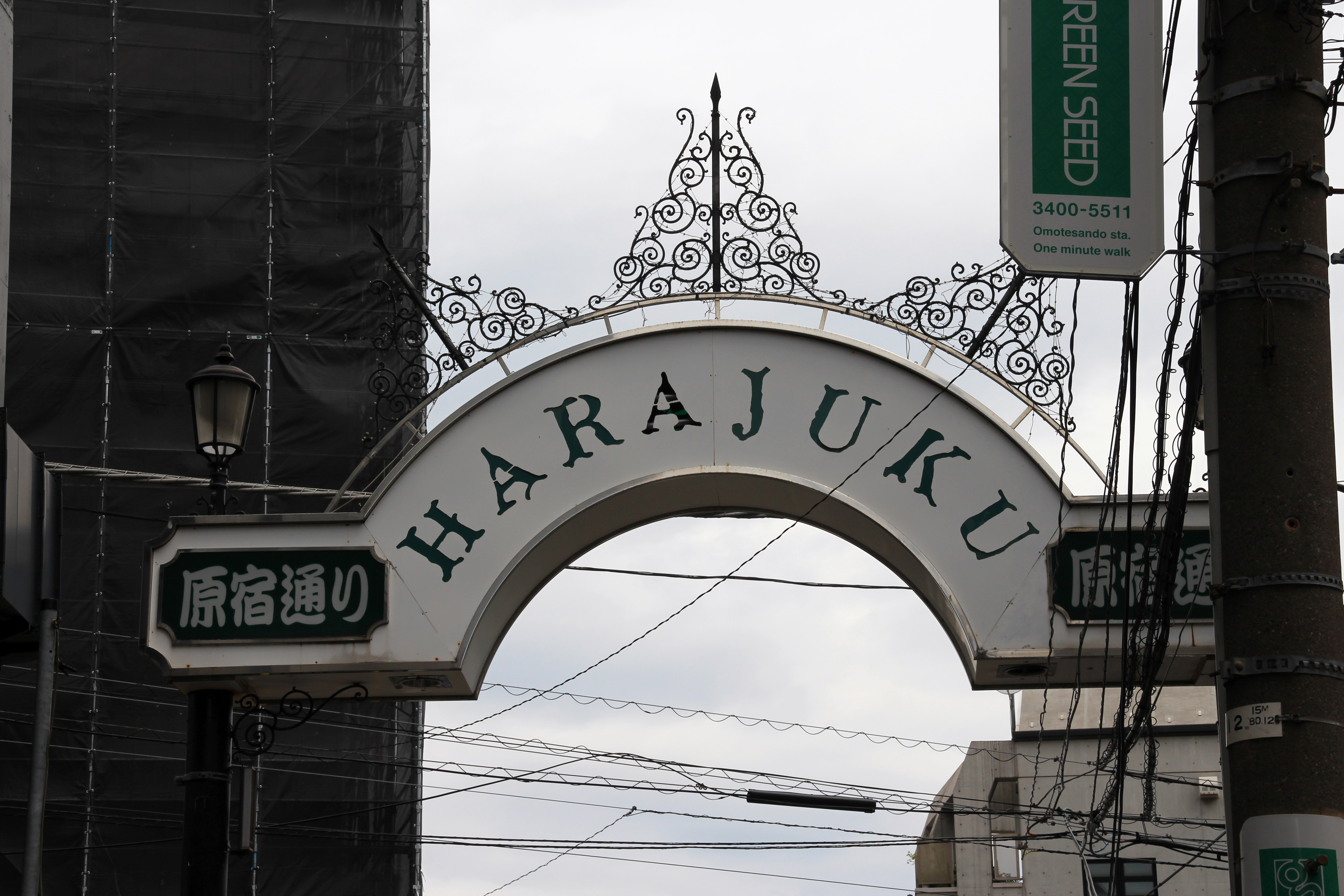
Enseigne de rue
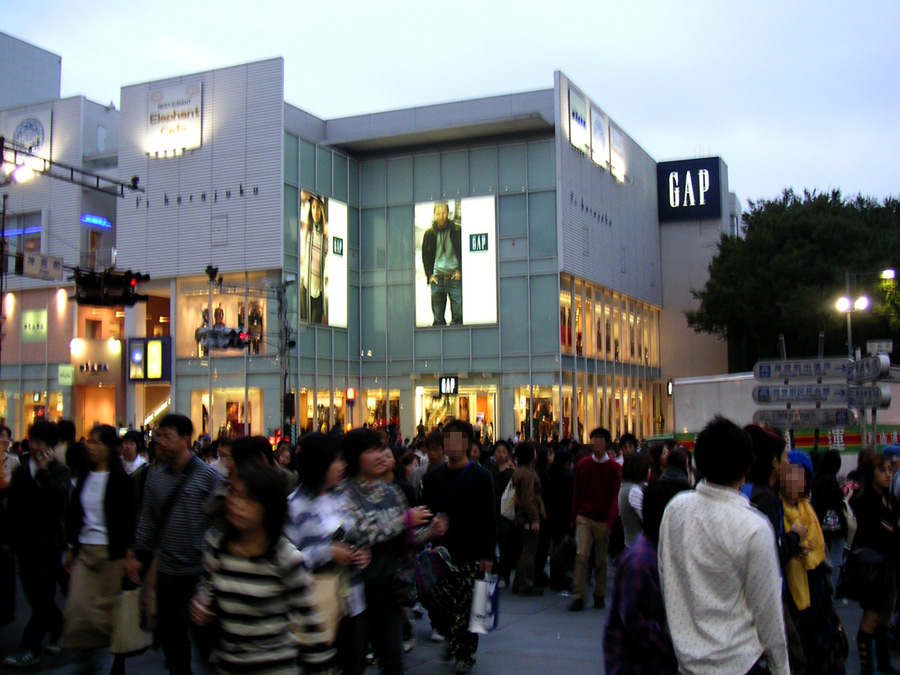
Centre de Harajuku.
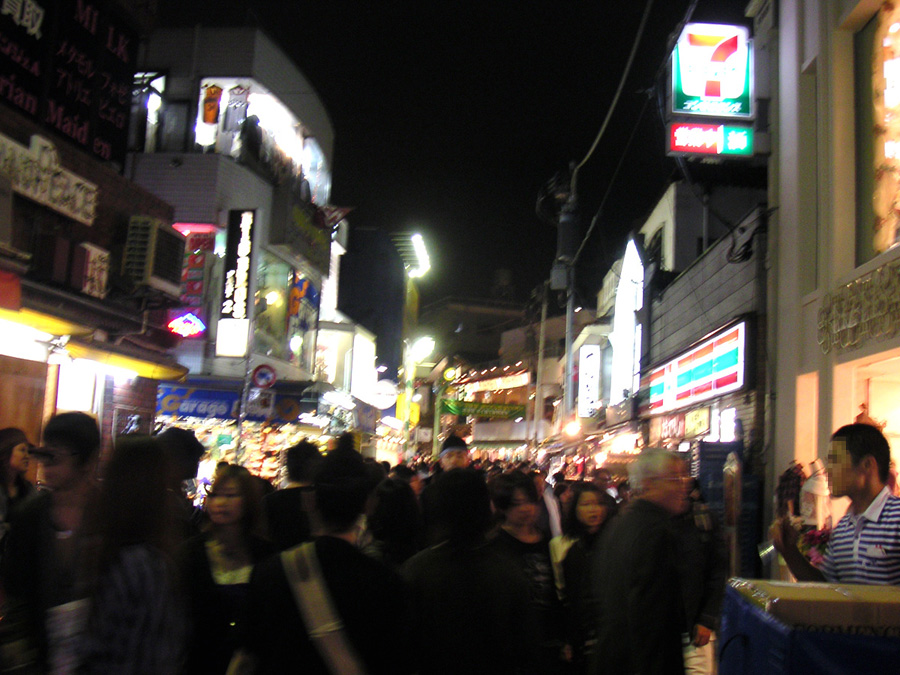
Dans Takeshita-dōri.
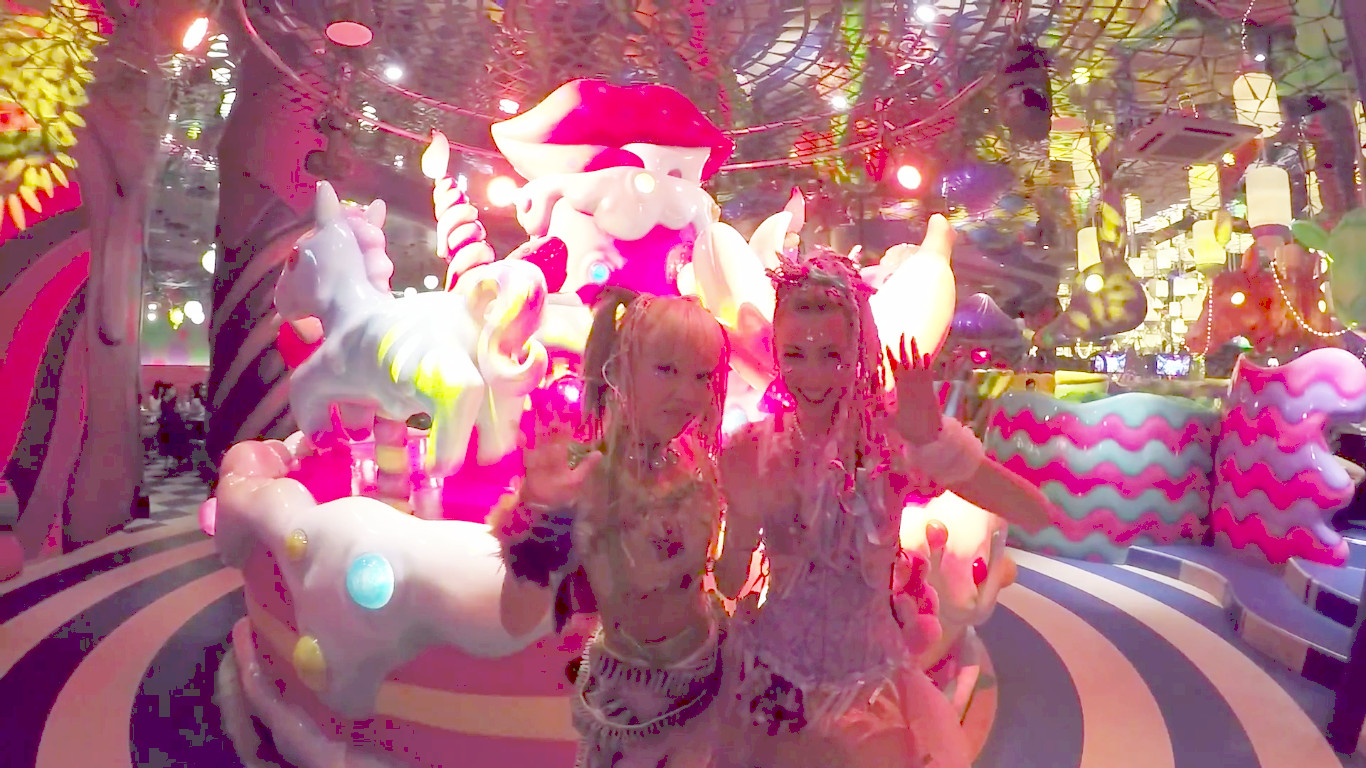
Kawaii monster cafe.
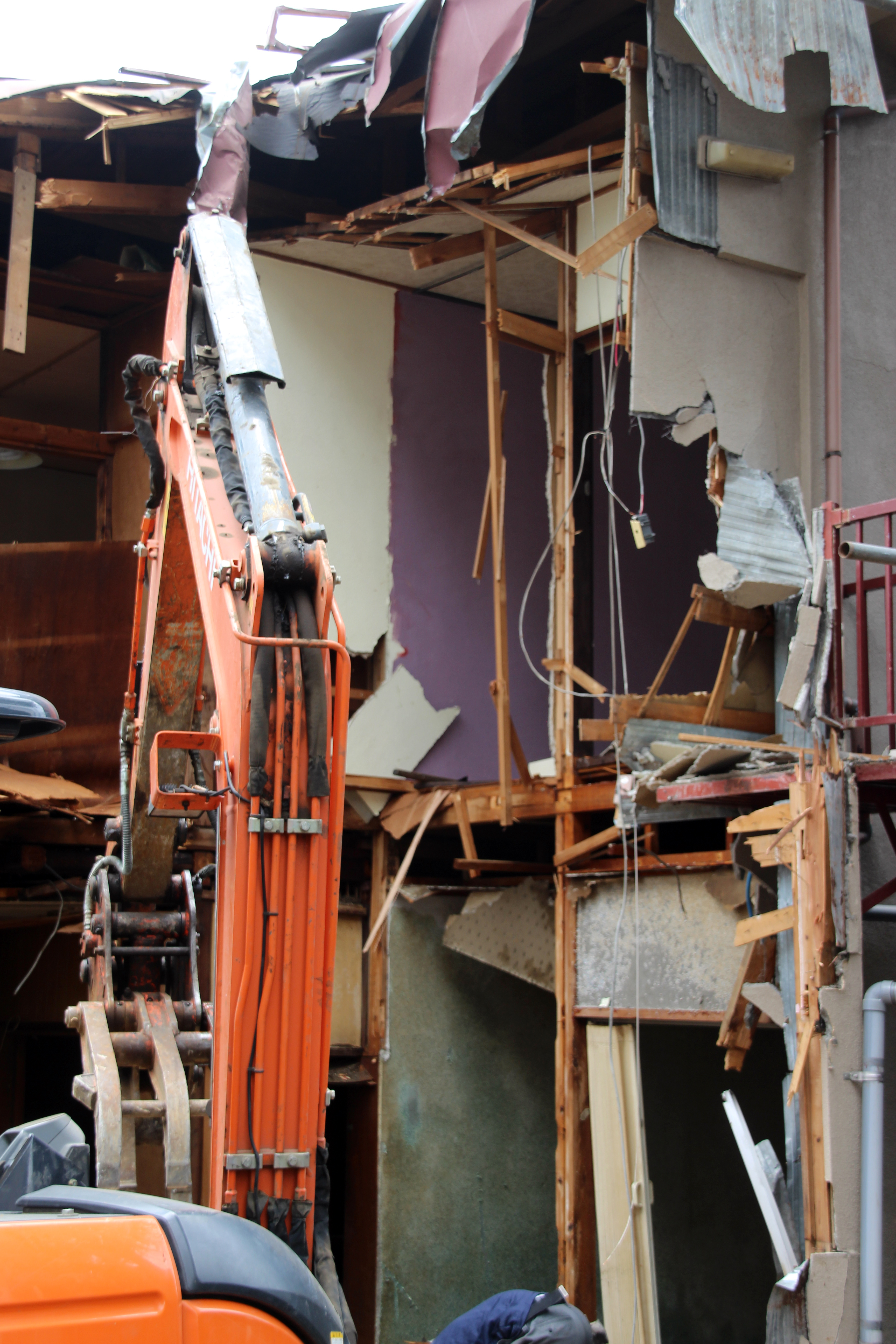
Chantier de démolition des anciennes maisons en 2019

## Économie

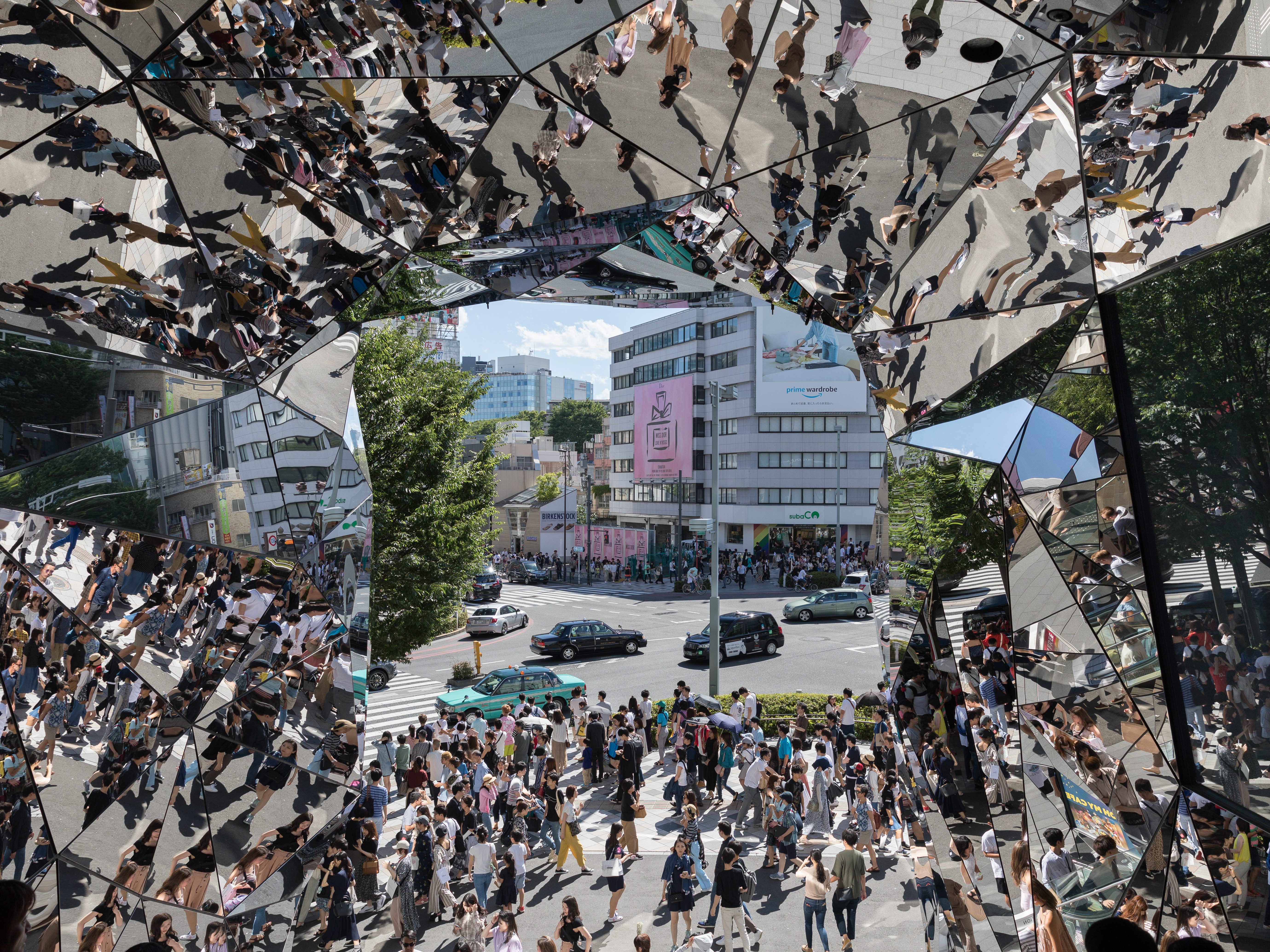
Foule de rue se reflétant dans les miroirs polyédriques du centre commercial Tokyu Plaza Omotesando, Harajuku. Juin 2019.

Le quartier abrite de nombreux sièges sociaux ; les principaux sont ceux des entreprises suivantes :
- Secom
- Itokin (ja)

## Éducation
Le quartier abrite deux écoles primaires, un collège et une bibliothèque.

## Transport
La gare de Harajuku est desservie par la ligne Yamanote de la compagnie JR East.
On trouve également dans le quartier la station de métro Meiji-jingūmae (littéralement « devant Meiji-jingū ») desservie par les lignes Chiyoda et Fukutoshin.